# Elsa Damonte
Elsa Damonte (Argentina, 26 de junio de 1945) es licenciada y doctora en Ciencias Químicas de la Facultad de Ciencias Exactas y Naturales de la Universidad de Buenos Aires.  Es miembro de la Carrera de Investigador Científico del CONICET, actualmente en la categoría de Investigadora Superior Jubilada, y profesora en Exactas-UBA. Es pionera en el estudio de la actividad antiviral de productos derivados de plantas, y sus aportes le valieron la entrega del Premio Bernardo Houssay a la Trayectoria en el año 2014.

## Trayectoria
Elsa Damonte cursó sus estudios de grado en la Universidad de Buenos Aires donde se licenció en Ciencias Químicas en el año 1972. Se doctoró en Ciencias Químicas por la Universidad de Buenos Aires en 1978 con calificación sobresaliente. Su tema de tesis fue  "Arenavirus: persistencia de los virus Junín (FHA) y Tacaribe en células cultivadas in vitro". Se especializó en virología, microbología y bioquímica.
Su área de estudio es la investigación de estrategias antivirales para el tratamiento y prevención de infecciones virales humanas.  Sus estudios comprenden la evaluación y caracterización de la actividad antiviral contra el virus Junin, agente de la fiebre hemorrágica argentina, el virus del dengue y el virus del herpes simple de compuestos novedosos con diferentes estructuras químicas, incluidos productos naturales aislados de organismos marinos y plantas, y también de compuestos sintéticos. Además del impacto en la mejora de la terapia para revertir infecciones por virus, sus estudios tuvieron como objetivo conocer los pasos de replicación del ciclo de multiplicación del dengue y el arenavirus para proporcionar pistas sobre los objetivos moleculares útiles para el desarrollo de antivirales selectivos.   
Es Profesora Titular Consulta con dedicación parcial del Área de Microbiología del Departamento de Química Biológica, Facultad de Ciencias Exactas y Naturales de la Universidad de Buenos Aires.
Formó parte del Comité Editor de la Revista argentina de microbiología.
Es Investigadora superior en el laboratorio IQUIBICEN del CONICET y el Departamento de Química Biológica de la FCEyN UBA.
Es coautora de 110 artículos originales, 30 artículos de revisión, y capítulos de libros . Es Miembro del Comité de expertos para la evaluación de las fases preclínicas y clínicas de la vacuna candidata Candid 1 para la fiebre hemorrágica argentina. En el año 2015 fue galardonada con el Premio Houssay a la trayectoria en Ciencias Médicas, año 2014.

## Premios y reconocimientos
- 2011 - Premio Asociación Argentina de Microbiología.[12]
- 2014 - Premio Bernardo Houssay Trayectoria.[3][13][8][4]
- 2021 - Reconocimiento como "Personalidad destacada de la Universidad de Buenos Aires",[14] durante los festejos por el Bicentenario de dicha universidad,[15] recibiendo también una medalla personalizada, una moneda acuñada por la Casa de la Moneda y un sello postal del Correo Argentino (especialmente elaborados para la ocasión).[16]